# Venegono Superiore
Venegono Superiore est une commune italienne de la province de Varèse dans la région Lombardie en Italie.

## Toponyme
Désigne le nom germanique Winicone.

## Administration
| Période                                  | Période  | Identité          | Étiquette | Qualité |
| ---------------------------------------- | -------- | ----------------- | --------- | ------- |
| 8/6/2009                                 | En cours | Francesca Brianza | Lega Nord | avocate |
| Les données manquantes sont à compléter. |          |                   |           |         |

### Hameaux
San Martino, Pianasca, Piambosco